# Fisklösen (Norra Ny socken, Värmland)
Fisklösen är en sjö i Torsby kommun i Värmland och ingår i Göta älvs huvudavrinningsområde. Fisklösen ligger i Fänstjärnsskogen Natura 2000-område.